# Щ-307
«Щ-307» — советская дизель-электрическая торпедная подводная лодка времён Второй мировой войны, принадлежит к серии V-бис 2 проекта Щ — «Щука». При постройке лодка получила имя «Треска».
Была в составе Балтийского флота.

## Служба
В ходе Великой Отечественной войны подлодка Щ-307 совершила 4 боевых похода:
- 21.07.1941 — 12.08.1941
- 23.09.1942 — 06.11.1942
- 04.10.1944 — 07.11.1944
- 04.01.1945 — 03.02.1945

В ходе боевых действий произвела 11 торпедных атак, выпустив 26 торпед. Потопила 3 судна:
1. 10 августа 1941 года  под командование капитан-лейтенанта  Петрова, «Щ-307» обнаружила в районе о. Даго в проливе Соэлозунд подводную лодку противника в надводном положении. После двухторпедного залпа с дистанции 6 кабельтовых обе торпеды попали в цель, потопив, таким образом, немецкую подлодку U-144 (314 т)[2]. Весь экипаж немецкой подлодки (28 человек) погиб. В некоторых источниках данную атаку называют, первой достоверно подтверждённой успешной торпедной атакой балтийских подводников в Великой Отечественной войне. 12 августа 1941 года благополучно вернулась на базу, после чего в конце августа того же года приняла участие в таллинском переходе и прибыла в Кронштадт.
2. 26 октября 1942 года, в районе Аландских островов — финский пароход «Бетти Х.» (2477 брт).
3. 16 января 1945 года в районе Либавы — немецкий пароход «Генриетта Шульце» (1923 брт)[1].

6 марта 1945 года «Щ-307» награждена орденом Красного Знамени, а её командир Калинин М. С. получил звезду Героя Советского Союза.
23 апреля 1948 года выведена из боевого состава.
16 мая 1949 года переименована в ПЗС-5.
8 апреля 1957 года исключена из списка судов.
7 мая 1957 года расформирована и разделана на металл в Лиепае.
До 1994 года рубка «Щ-307» служила мемориалом на территории базы подводных лодок в Лиепае, после чего была перевезена в Москву, где экспонируется и поныне в музее на Поклонной горе.

## Награды
- 6 марта 1945 года — Орден Красного Знамени — награждена указом Президиума Верховного Совета СССР от 6 марта 1945 года за образцовое выполнение боевых заданий командования на фронте борьбы с немецко-фашистскими захватчиками и проявленные при этом доблесть и мужество.

## Командиры
- капитан-лейтенант Георги Александр Иванович (1935-1936)[3]
- капитан-лейтенант Грачев И. В. (с марта 1939 по январь 1941, с июня 1941 командир Щ-301)
- капитан-лейтенант Петров Николай Иванович  (с января 1941)
- капитан-лейтенант Момот Н. О.
- капитан-лейтенант Калинин М. С.